# تعادل (كيمياء)

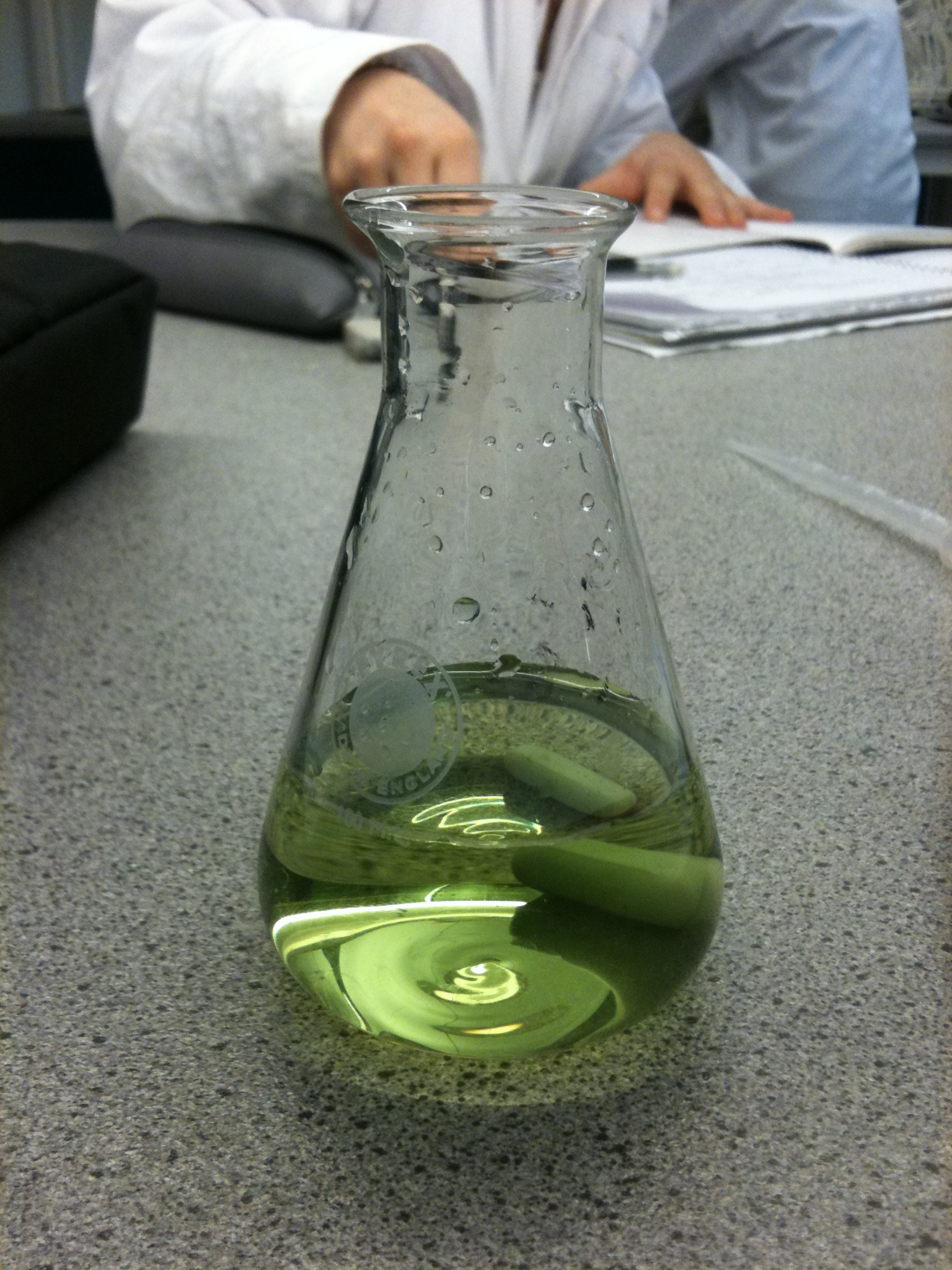
تفاعل التعادل بين هيدروكسيد الصوديوم وحمض الهيدروكلوريك ، الدليل هو البروموثيمول الأزرق

التعادل في الكيمياء هو تفاعل كيميائي بين كميات متكافئة من حمض وقاعدة لتكوين ملح وعادة ما يتكون ماء (ولكن ليس بالضرورة).
من أشهر الأمثلة على تفاعلات التعادل، تفاعل حمض الهيدروكلوريك مع هيدروكسيد الصوديوم ليعطى ملح الطعام (كلوريد الصوديوم) والماء طبقا للمعادلة الآتية :
HCl + NaOH → NaCl + H2O